# Servi Corneli Dolabel·la Metilià Pompeu Marcel
Servi Corneli Dolabel·la Metilià Pompeu Marcel (en llatí: Servius Cornelius Dolabella Metilianus Pompeius Marcellus), va ser un magistrat romà. Era senador, i fill del cònsol del 86 Servi Corneli Dolabel·la Petronià. Formava part de la gens Cornèlia i era de la família dels Dolabel·la.
Va ser nomenat cònsol sufecte l'any 113, substituint Luci Publici Cels, que va deixar el càrrec a finals de gener.
La seva activitat política va començar com a tres viri monetales (magistrats que comprovaven els metalls a les monedes), la més prestigiosa de les categories dels Vigintisexviri, un càrrec que s'acostumava a donar als amics de l'emperador. Després va ser membre dels Salii, un cos de sacerdots que honoraven Mart i format únicament per patricis. Va ser qüestor de l'emperador Trajà, pretor i cònsol sufecte. I més endavant Flamen Quirinalis. No es coneix res més de la seva vida, però encara era viu després de la mort de Trajà l'any 117.